# Andrés Maupoint
Andrés Luis Maupoint Alvarez (* 27. März 1968 in  Santiago de Chile) ist ein chilenischer Pianist und Komponist.

## Leben
Maupoint studierte von 1982 bis 1989 Klavier bei Fernando Cortés an der Universidad de Chile. 1985 besuchte er das Internationale Seminar für Klavier „Paloma O’Shea“ in Santander, Spanien. Von 1989 bis 1990 war er Stipendiat für Écriture musicale und Kammermusik bei Loïc Mallié am Conservatoire national supérieur musique et danse de Lyon. Von 1991 bis 1995 studierte er Komposition bei Cirilo Vila Castro in Santiago de Chile.
In den Jahren von 1997 bis 1999 absolvierte er als DAAD-Stipendiat ein Aufbaustudium an der Hochschule für Musik und Theater „Felix Mendelssohn Bartholdy“ Leipzig. Von 1999 bis 2001 war er Meisterschüler  bei  Dimitri Terzakis und Peter Herrmann (Komposition) und Ulrich Urban (Klavier) in Leipzig. 1999 erhielt er das Franz-Liszt-Stipendium für junge Komponistinnen und Komponisten in Weimar, welches ihn dann zu Paul Méfano (Komposition), Luis Naón und Laurent Couniot (Elektroakustische Musik) an das Conservatoire de Paris führte. 
Er wurde Mitglied des Synchronie Ensembles für Neue Musik. Seit 2002 ist er Lehrbeauftragter für Tonsatz an der Hochschule für Musik und Theater "Felix Mendelssohn Bartholdy" Leipzig, außerdem lehrt er an der Artistenfakultät der Universidad de Chile in Santiago.

## Auszeichnungen
- 1984: Erster Preis beim Klavierwettbewerb „Claudio Arrau“ für junge Pianisten
- 1996: Erster Preis im Kompositionswettbewerb für Klavier der Chilenischen Gesellschaft für Aufführungsrechte
- 1997: Erster Preis beim Internationalen Kompositionswettbewerb „Olivier Messiaen“ der Guardini-Stiftung in Köln
- 1999: Finalist beim Internationalen Kompositionswettbewerb der Christoph Delz Stiftung in Basel
- 2000: Erster Preis beim Kompositionswettbewerb „Bach-Adaptationen“ des MDR in Leipzig
- 2003: Erster Preis beim XI. Internationalen Kompositionswettbewerb für Orchester „Ciutat de Tarragona“ in Tarragona, Spanien